# Achias planiceps
Achias planiceps är en tvåvingeart som beskrevs av Mcalpine 1994. Achias planiceps ingår i släktet Achias och familjen bredmunsflugor. Inga underarter finns listade i Catalogue of Life.